# Grafium
El grafium o graphium era entre los romanos un instrumento de bronce parecido a los modernos alfileres imperdibles. 
Los romanos se servían del grafium para escribir en tablas cubiertas de cera. Al cerrarse, entraba la punta en una especie de muesca con lo que podía llevarse en los bolsillos. Fue más tarde reemplazado por el stylus, especie de pluma de hueso o marfil.
En el Museo de Nápoles se hallan preciosos tinteros romanos (atramentarium) cilíndricos y poligonales, de bronce y con incrustaciones de plata que producen sobre el fondo dibujos y figuras artísticas. Así mismo se encuentran largas plumas de bronce con una forma semejante a las actuales y numerosos estiletes (stylum) de hueso o marfil y de bronce o hierro (graphium).  